# エルタ・アレ

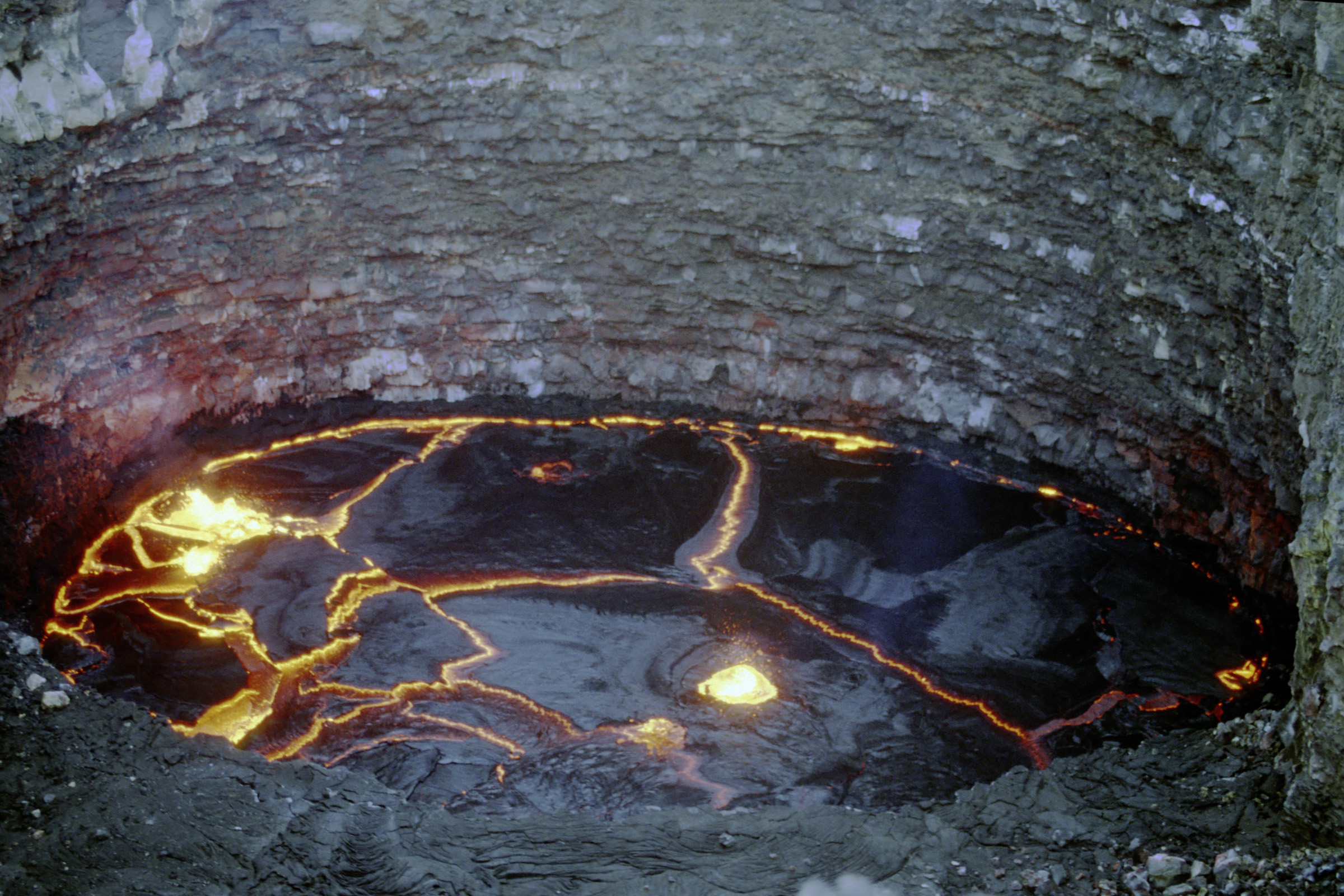
エルタ・アレの溶岩湖（2001年撮影）

エルタ・アレ（Erta Ale）は、エチオピア北東部のダナキル砂漠内にある活火山。

## 概要
標高613m。エルタ・アレとは現地に住む遊牧民族・アファール族の言葉で「煙の山」を意味する。山頂に2つの火口があり、そのうちの1つの火口内には世界的にも数少ない恒常的な溶岩湖がある。活動中の溶岩湖としては最も古く、地表にある火山の中では最も低いとされている。エチオピア国内で最も活発な火山で、現在も活発である。

## 火山活動
1873年、1904年、1906年、1940年、1960年、1967年に噴火した記録がある。2005年からは火山活動が継続状態となっている。2005年に噴火したときは、エルタ・アレ山の周辺住民数千人が避難。避難したため人的被害はなかったが、家畜250頭が死んだ。2007年にも噴火し、周辺住民数千人が再び避難したが、2人が行方不明となった。